# Eucyphonia furcata
Eucyphonia furcata är en insektsart som beskrevs av Hermann Burmeister. Eucyphonia furcata ingår i släktet Eucyphonia och familjen hornstritar. Inga underarter finns listade i Catalogue of Life.